# Erika Neuenfeldt
Erika Neuenfeldt (geb. 1948) ist eine ehemalige deutsche Fußballspielerin.

## Karriere

### Vereine
Riebartsch gehörte dem Bonner SC als Abwehrspielerin an, mit dem sie am 15. Juni 1975 im Sportpark des Bonner Stadtteils Pennenfeld im Stadtbezirk Bad Godesberg das zweite ausgetragene Finale um die Deutsche Meisterschaft – nach zweimaligen Rückstand – mit 4:2 gegen den FC Bayern München gewann.
Mit der SSG 09 Bergisch Gladbach, zu der sie anschließend gewechselt war und bis einschließlich 1986 aktiv gewesen ist, schlossen sich weitere Erfolge an. Ihr Verein erreichte in der Zeit von 1977 bis 1986 achtmal das Finale um die Deutsche Meisterschaft, in denen sie in sieben mitwirkte und das im letzten Jahr ausgetragene nicht gewann. Des Weiteren kam sie im DFB-Pokal-Wettbewerb zum Einsatz; in den vier erfolgreichen Finalspielen ihres Vereins, einschließlich dem bei der Premiere am 2. Mai 1981 in Stuttgart beim 5:0-Sieg über den TuS Wörrstadt, kam sie außer dem 1982er-Finale zum Einsatz.

### Auswahlmannschaft
Des Weiteren gewann sie als Spielerin der Auswahlmannschaft des Fußball-Verbandes Mittelrhein das am 10. Mai 1981 in Bergisch Gladbach erstmals ausgetragene Finale um den Länderpokal, der gegen die Auswahlmannschaft des Niedersächsischen Fußballverbandes mit dem 1:0-Sieg errungen wurde.

## Erfolge
- Deutscher Meister 1975, 1977, 1979, 1980, 1981, 1982, 1983, 1984,
- DFB-Pokal-Sieger 1981, 1982, 1984, 1986
- Länderpokal-Sieger 1981